# Gaspar Rul·lan Garcias
Gaspar Rul·lan Garcias (Palma, 1896 - 1973) va ser un fotògraf mallorquí.
Va passar la seva infància a Barcelona, on la seva família havia emigrat. Als 14 anys va començar a treballar a l'estudi Amer de Palma, amb el fotògraf Francesc Amer. Després de casar-se, el 1919, va poder obrir el seu propi estudi a Palma, al carrer Palau Reial, on va desenvolupar la seva tasca fins a l'any 1971. Treballà com a fotògraf oficial de la Diputació Provincial de les Balears (1921-1973) i va ser un dels pioners de la fotografia en color a l'estat espanyol a través del sistema tricromàtic. Ha estat l'únic fotògraf de l'estat espanyol nomenat membre de la Royal Photographic Society of Great Britain, de Londres. Va fer retrats a personatges il·lustres com Winston Curchill. Manuel de Falla o el general Weyler. Exposà a Madrid, Saragossa, Gijón i Milà. Fou fotògraf de les revistes "Brisas", "Majórica", "Mediterraneo" i "Mallorca Monumental". Medalla de plata de Mèrit al Treball (1969). El 1973, li fou concedida la medalla d´or de la Societat Balear de Fotògrafs. Hi ha un carrer a s'Arenal que du el seu nom. El 1999 el seu fons fotogràfic (i el del seu fill Francesc Rul·lan Buades, que, a partir de 1950, continuà la seva labor) passà a formar part de l'Arxiu del So i la Imatge de Mallorca, constituint-ne el fons més gran i significatiu. El 2014 es va dur a terme a l'edifici de la Misericòrdia una exposició dels seus treballs d'abans de la Guerra Civil.